# Adobe Systems
Adobe Systems Incorporated američka je softverska tvrtka sa sjedištem u San Joseu (Kalifornija, Sjedinjene Američke Države).
Tvrtku Adobe osnovali su u prosincu 1982. John Warnock i Charles Geschke, koji su osnovali vlastitu tvrtku nakon napuštanja Xerox PARC-a s prvenstvenim ciljem da razviju i prodaju svoj računalni jezik za opis stranice PostScript. 
Već 1985. tvrtka Apple Computer licencirala je njihov programski jezik PostScript za uporabu u svojim inačicama laserskih pisača, što je pomoglo pravoj revoluciji računalnog izdavaštva i nevjerojatno brzom rastu tvrtke Adobe. 
Od 2015. godine Adobe broji više od 15 000 zaposlenika diljem svijeta od kojih oko 40 % radi u San Jose-u. Adobe također obavlja različite važne razvojne operacije u Walthamu, New York Cityju, Lehi, Seattle-u te u San Franciscu.

## Povijest
Ime tvrtke Adobe dolazi od Adobe Creek u Los Altosu koji se nalazi u Kaliforniji. Logo ove tvrtke je dizajnirala Marva Warnock, žena jednog od osnivača ove firme Johna Warnocka. 

## Proizvodi
- Adobe PageMaker
- Adobe Illustrator
- Adobe Photoshop
- Adobe Dreamweaver
- Adobe Acrobat Reader
- Adobe After Effects

## Vanjske poveznice
- Službena stranica – adobe.com (engl.)